# Formuła 1 Sezon 2002
Sezon 2002 Formuły 1 – 53. sezon o Mistrzostwo Świata Formuły 1. Rozpoczął się on 3 marca 2002 roku na torze Albert Park Circuit w Australii, a zakończył 13 października na torze Suzuka International Racing Course w Japonii, po rozegraniu 17 wyścigów.
Sezon ten został absolutnie zdominowany przez broniącego tytułu mistrzowskiego Michaela Schumachera, który wygrał rekordową liczbę 11 wyścigów, wszystkie grand prix kończąc na podium (był jeszcze pięć razy drugi i raz trzeci). Tytuł mistrzowski Schumacher wywalczył z największą w historii przewagą nad wicemistrzem. Drugi w klasyfikacji Rubens Barrichello stracił do swojego kolegi z zespołu 67 punktów. Trzecie miejsce zajął Kolumbijczyk Juan Pablo Montoya.
Mistrzem świata konstruktorów również bezapelacyjnie została Scuderia Ferrari, która w ciągu całego sezonu wygrała 15 z 17 wyścigów. Dotychczas taki wynik osiągnął jedynie zespół McLaren, kiedy to w 1988 roku Ayrton Senna i Alain Prost również zwyciężali dla zespołu piętnastokrotnie (wówczas sezon liczył sobie jednak nie 17, a 16 wyścigów). Drugie miejsce w klasyfikacji zespołów przypadło w udziale stajni BMW.Williams, zaś jako trzeci sklasyfikowany został McLaren.

## Lista startowa
Poniższe zespoły oraz kierowcy wzięli udział w sezonie 2002 FIA Formula One World Championship. Numery startowe zostały określone na podstawie klasyfikacji kierowców i konstruktorów sezonu 2001.
| Zespół                     | Konstruktor      | Samochód     | Silnik (3.0l V10)  | Opony | Nr | Kierowcy wyścigowi    | Rundy       | Kierowcy rezerwowi                                         |
| -------------------------- | ---------------- | ------------ | ------------------ | ----- | -- | --------------------- | ----------- | ---------------------------------------------------------- |
| Scuderia Ferrari Marlboro  | Ferrari          | F2001 F2002† | Ferrari 050 051    | B     | 1  | Michael Schumacher    | 1–17        | Luca Badoer Luciano Burti                                  |
| Scuderia Ferrari Marlboro  | Ferrari          | F2001 F2002† | Ferrari 050 051    | B     | 2  | Rubens Barrichello    | 1–17        | Luca Badoer Luciano Burti                                  |
| West McLaren Mercedes      | McLaren-Mercedes | MP4-17       | Mercedes FO 110M   | M     | 3  | David Coulthard       | 1–17        | Jean Alesi Alexander Wurz                                  |
| West McLaren Mercedes      | McLaren-Mercedes | MP4-17       | Mercedes FO 110M   | M     | 4  | Kimi Räikkönen        | 1–17        | Jean Alesi Alexander Wurz                                  |
| BMW.Williams F1 Team       | Williams-BMW     | FW24         | BMW P82            | M     | 5  | Ralf Schumacher       | 1–17        | Antônio Pizzonia Giorgio Pantano Marc Gené                 |
| BMW.Williams F1 Team       | Williams-BMW     | FW24         | BMW P82            | M     | 6  | Juan Pablo Montoya    | 1–17        | Antônio Pizzonia Giorgio Pantano Marc Gené                 |
| Sauber Petronas            | Sauber-Petronas  | C21          | Petronas 02A       | B     | 7  | Nick Heidfeld         | 1–17        | Neel Jani Jos Verstappen                                   |
| Sauber Petronas            | Sauber-Petronas  | C21          | Petronas 02A       | B     | 8  | Felipe Massa          | 1–15, 17    | Neel Jani Jos Verstappen                                   |
| Sauber Petronas            | Sauber-Petronas  | C21          | Petronas 02A       | B     | 8  | Heinz-Harald Frentzen | 16          | Neel Jani Jos Verstappen                                   |
| DHL Jordan Honda           | Jordan-Honda     | EJ12         | Honda RA002E       | B     | 9  | Giancarlo Fisichella  | 1–17        | Ricardo Zonta                                              |
| DHL Jordan Honda           | Jordan-Honda     | EJ12         | Honda RA002E       | B     | 10 | Takuma Satō           | 1–17        | Ricardo Zonta                                              |
| Lucky Strike BAR Honda     | BAR-Honda        | 004          | Honda RA002E       | B     | 11 | Jacques Villeneuve    | 1–17        | Darren Manning Anthony Davidson Patrick Lemarié Ryō Fukuda |
| Lucky Strike BAR Honda     | BAR-Honda        | 004          | Honda RA002E       | B     | 12 | Olivier Panis         | 1–17        | Darren Manning Anthony Davidson Patrick Lemarié Ryō Fukuda |
| Mild Seven Renault F1 Team | Renault          | R202         | Renault RS22       | M     | 14 | Jarno Trulli          | 1–17        | Fernando Alonso                                            |
| Mild Seven Renault F1 Team | Renault          | R202         | Renault RS22       | M     | 15 | Jenson Button         | 1–17        | Fernando Alonso                                            |
| Jaguar Racing              | Jaguar-Cosworth  | R3 R3B       | Cosworth CR-3 CR-4 | M     | 16 | Eddie Irvine          | 1–17        | André Lotterer James Courtney                              |
| Jaguar Racing              | Jaguar-Cosworth  | R3 R3B       | Cosworth CR-3 CR-4 | M     | 17 | Pedro de la Rosa      | 1–17        | André Lotterer James Courtney                              |
| Orange Arrows Cosworth     | Arrows-Cosworth  | A23          | Cosworth CR-3      | B     | 20 | Heinz-Harald Frentzen | 1–12        |                                                            |
| Orange Arrows Cosworth     | Arrows-Cosworth  | A23          | Cosworth CR-3      | B     | 21 | Enrique Bernoldi      | 1–12        |                                                            |
| KL Minardi Asiatech        | Minardi-Asiatech | PS02         | Asiatech AT02      | M     | 22 | Alex Yoong            | 1–12, 15–12 | Tarso Marques Matteo Bobbi Siergiej Złobin Jirko Malchárek |
| KL Minardi Asiatech        | Minardi-Asiatech | PS02         | Asiatech AT02      | M     | 22 | Anthony Davidson      | 13–14       | Tarso Marques Matteo Bobbi Siergiej Złobin Jirko Malchárek |
| KL Minardi Asiatech        | Minardi-Asiatech | PS02         | Asiatech AT02      | M     | 23 | Mark Webber           | 1–17        | Tarso Marques Matteo Bobbi Siergiej Złobin Jirko Malchárek |
| Panasonic Toyota Racing    | Toyota           | TF102        | Toyota RVX-02      | M     | 24 | Allan McNish          | 1–17        | Ryan Briscoe Stéphane Sarrazin                             |
| Panasonic Toyota Racing    | Toyota           | TF102        | Toyota RVX-02      | M     | 25 | Mika Salo             | 1–17        | Ryan Briscoe Stéphane Sarrazin                             |
| Zespół                     | Konstruktor      | Samochód     | Silnik (3.0l V10)  | Opony | Nr | Kierowcy wyścigowi    | Rundy       | Kierowcy rezerwowi                                         |

† Specyfikacja F2002 została wprowadzona podczas trzeciej rundy mistrzostw – Grand Prix Brazylii.

### Zmiany wśród zespołów
- W październiku 2001 roku zespół Prost Grand Prix został postawiony w stan upadłości, zaś w styczniu 2002 roku zlikwidowany. Tym samym miejsca nr 18 i 19 na liście startowej pozostały niezapełnione. Na krótko przed Grand Prix Australii 2002 brytyjska firma Phoenix Finance odkupiła pozostałości po zespole i próbowała rozpocząć starty od Grand Prix Malezji, jednak została od nich odsunięta przez władze Międzynarodowej Federacji Samochodowej (FIA). Federacja wygrała także proces przed sądem w tej sprawie.
- Po roku testów i prac rozwojowych w stawce pojawił się fabryczny zespół stworzony przez koncern Toyota.
- W 2001 roku team Benetton został zakupiony przez koncern Renault i przemianowany na Renault F1 Team począwszy od sezonu 2002. Zespół nie zmienił się jednak diametralnie, ponieważ już wcześniej Benetton używał komponentów produkowanych przez francuską markę.
- Zespół Arrows zbankrutował po GP Niemiec 2002 i nie wziął już udziału w żadnym z pozostałych do końca sezonu wyścigów. Próba ponownego zgłoszenia zespołu do mistrzostw na sezon 2003 została odrzucona przez władze Międzynarodowej Federacji Samochodowej.

### Zmiany wśród kierowców

#### Przed sezonem
- Jean Alesi nie znalazł odpowiedniej oferty kontraktu na sezon 2002 i podpisał z koncernem Mercedes-Benz umowę na starty w serii Deutsche Tourenwagen Masters (DTM).
- Luciano Burti, który w poprzednim sezonie reprezentował najpierw Jaguara, a potem Prost Grand Prix opuścił zespół przed likwidacją po to, aby dołączyć do Luki Badoera jako kierowcy testowego Ferrari.
- Na trzy wyścigi przed końcem sezonu 2001 kierowca McLarena, dwukrotny mistrz świata Mika Häkkinen ogłosił to, że nie zamierza startować w Formule 1 roku 2002. Zaprzeczył jednak temu, że jest to koniec jego kariery, mówiąc o tym, że potrzebuje jedynie odpoczynku i później powróci do McLarena. Ostatecznie, Mika Häkkinen jeszcze w 2002 roku oficjalnie opuścił zespół McLaren i całkowicie odszedł z Formuły 1. W latach 2005–2007 pojawił się jeszcze w niemieckiej serii wyścigowej Deutsche Tourenwagen Masters (DTM).
- Kimi Räikkönen odszedł z zespołu Sauber po to, aby zająć posadę kierowcy zespołu McLaren zwolnioną przez Mikę Häkkinena. Sauber lukę po Kimim Räikkönenie zapełnił zatrudniając Felipe Massę.
- Jeszcze w 2001 roku Giancarlo Fisichella ogłosił zamiar odejścia z Benettona po to, aby podpisać kontrakt z Jordan Grand Prix. W nowym sezonie wolne miejsce po Włochu w zespole Renault zajął jego rodak Jarno Trulli.
- Dotychczasowy kierowca testowy zespołu British American Racing (BAR) Takuma Satō opuścił swoją posadę po to, aby dołączyć do Giancarlo Fisichelli jako drugi kierowca zespołu Jordan.
- Fernando Alonso po swoim debiutanckim sezonie spędzonym w barwach zespołu Minardi opuścił ten team i zajął fotel kierowcy testowego w zespole Renault. Miejsce po Fernando Alonso w zespole Minardi przejął natomiast Australijczyk Mark Webber.
- Heinz-Harald Frentzen po upadku teamu Prost Grand Prix przeniósł się do zespołu Arrows. Zajął on miejsce zwolnionego Josa Verstappena, który od nowego sezonu musiał się zadowolić posadą kierowcy testowego zespołu Sauber.
- Mika Salo oraz Allan McNish zostali ogłoszeni kierowcami nowo powstałego teamu Toyota.

#### W trakcie sezonu
- Heinz-Harald Frentzen odszedł z zespołu Arrows po wyścigu o Grand Prix Niemiec, na kilka dni przed ostatecznym upadkiem zespołu. Później wystąpił już tylko w jednym wyścigu sezonu, zastępując Felipe Massę w barwach Saubera podczas Grand Prix Stanów Zjednoczonych.
- Anthony Davidson, kierowca testowy zespołu British Aamerican Racing zastąpił Alexa Yoonga w bolidzie Minardi w dwóch wyścigach: Grand Prix Węgier oraz Grand Prix Belgii.

## Kalendarz wyścigów

### Lista eliminacji
| Nr | Nazwa rundy                     | Data rozegrania | Tor                                | Lokalizacja       |
| -- | ------------------------------- | --------------- | ---------------------------------- | ----------------- |
| 1  | Grand Prix Australii            | 3 marca         | Albert Park Circuit                | Melbourne         |
| 2  | Grand Prix Malezji              | 17 marca        | Sepang International Circuit       | Kuala Lumpur      |
| 3  | Grand Prix Brazylii             | 31 marca        | Autódromo José Carlos Pace         | São Paulo         |
| 4  | Grand Prix San Marino           | 14 kwietnia     | Autodromo Enzo e Dino Ferrari      | Imola             |
| 5  | Grand Prix Hiszpanii            | 28 kwietnia     | Circuit de Catalunya               | Barcelona         |
| 6  | Grand Prix Austrii              | 12 maja         | Red Bull Ring                      | Spielberg         |
| 7  | Grand Prix Monako               | 26 maja         | Circuit de Monaco                  | Monte Carlo       |
| 8  | Grand Prix Kanady               | 9 czerwca       | Circuit Gilles Villeneuve          | Montreal          |
| 9  | Grand Prix Europy               | 23 czerwca      | Nürburgring                        | Nürburg           |
| 10 | Grand Prix Wielkiej Brytanii    | 7 lipca         | Silverstone Circuit                | Northamptonshire  |
| 11 | Grand Prix Francji              | 21 lipca        | Circuit de Nevers Magny-Cours      | Nevers            |
| 12 | Grand Prix Niemiec              | 28 lipca        | Hockenheimring                     | Hockenheim        |
| 13 | Grand Prix Węgier               | 18 sierpnia     | Hungaroring                        | Budapeszt         |
| 14 | Grand Prix Belgii               | 1 września      | Circuit de Spa-Francorchamps       | Spa-Francorchamps |
| 15 | Grand Prix Włoch                | 15 września     | Autodromo Nazionale di Monza       | Monza             |
| 16 | Grand Prix Stanów Zjednoczonych | 29 września     | Indianapolis Motor Speedway        | Indianapolis      |
| 17 | Grand Prix Japonii              | 13 października | Suzuka International Racing Course | Suzuka            |

### Zmiany w kalendarzu
- Grand Prix Wielkiej Brytanii zostało przesunięte przed Grand Prix Francji.

## Wyniki

### Najlepsze wyniki w Grand Prix
| Nr | Runda                           | Pole Position      | Pole Position | Najszybsze okrążenie | Najszybsze okrążenie | Zwycięzca wyścigu  | Zwycięzca wyścigu | Najlepszy konstruktor | Rezultat |
| -- | ------------------------------- | ------------------ | ------------- | -------------------- | -------------------- | ------------------ | ----------------- | --------------------- | -------- |
| 1  | Grand Prix Australii            | Rubens Barrichello | Ferrari       | Kimi Räikkönen       | McLaren              | Michael Schumacher | Ferrari           | Ferrari               | Wyniki   |
| 2  | Grand Prix Malezji              | Michael Schumacher | Ferrari       | Juan Pablo Montoya   | Williams             | Ralf Schumacher    | Williams          | Williams-BMW          | Wyniki   |
| 3  | Grand Prix Brazylii             | Juan Pablo Montoya | Williams      | Juan Pablo Montoya   | Williams             | Michael Schumacher | Ferrari           | Ferrari               | Wyniki   |
| 4  | Grand Prix San Marino           | Michael Schumacher | Ferrari       | Rubens Barrichello   | Ferrari              | Michael Schumacher | Ferrari           | Ferrari               | Wyniki   |
| 5  | Grand Prix Hiszpanii            | Michael Schumacher | Ferrari       | Michael Schumacher   | Ferrari              | Michael Schumacher | Ferrari           | Ferrari               | Wyniki   |
| 6  | Grand Prix Austrii              | Rubens Barrichello | Ferrari       | Michael Schumacher   | Ferrari              | Michael Schumacher | Ferrari           | Ferrari               | Wyniki   |
| 7  | Grand Prix Monako               | Juan Pablo Montoya | Williams      | Rubens Barrichello   | Ferrari              | David Coulthard    | McLaren           | McLaren-Mercedes      | Wyniki   |
| 8  | Grand Prix Kanady               | Juan Pablo Montoya | Williams      | Juan Pablo Montoya   | Williams             | Michael Schumacher | Ferrari           | Ferrari               | Wyniki   |
| 9  | Grand Prix Europy               | Juan Pablo Montoya | Williams      | Michael Schumacher   | Ferrari              | Rubens Barrichello | Ferrari           | Ferrari               | Wyniki   |
| 10 | Grand Prix Wielkiej Brytanii    | Juan Pablo Montoya | Williams      | Rubens Barrichello   | Ferrari              | Michael Schumacher | Ferrari           | Ferrari               | Wyniki   |
| 11 | Grand Prix Francji              | Juan Pablo Montoya | Williams      | David Coulthard      | McLaren              | Michael Schumacher | Ferrari           | Ferrari               | Wyniki   |
| 12 | Grand Prix Niemiec              | Michael Schumacher | Ferrari       | Michael Schumacher   | Ferrari              | Michael Schumacher | Ferrari           | Ferrari               | Wyniki   |
| 13 | Grand Prix Węgier               | Rubens Barrichello | Ferrari       | Michael Schumacher   | Ferrari              | Rubens Barrichello | Ferrari           | Ferrari               | Wyniki   |
| 14 | Grand Prix Belgii               | Michael Schumacher | Ferrari       | Michael Schumacher   | Ferrari              | Michael Schumacher | Ferrari           | Ferrari               | Wyniki   |
| 15 | Grand Prix Włoch                | Juan Pablo Montoya | Williams      | Rubens Barrichello   | Ferrari              | Rubens Barrichello | Ferrari           | Ferrari               | Wyniki   |
| 16 | Grand Prix Stanów Zjednoczonych | Michael Schumacher | Ferrari       | Rubens Barrichello   | Ferrari              | Rubens Barrichello | Ferrari           | Ferrari               | Wyniki   |
| 17 | Grand Prix Japonii              | Michael Schumacher | Ferrari       | Michael Schumacher   | Ferrari              | Michael Schumacher | Ferrari           | Ferrari               | Wyniki   |

### Klasyfikacje szczegółowe

#### Kierowcy

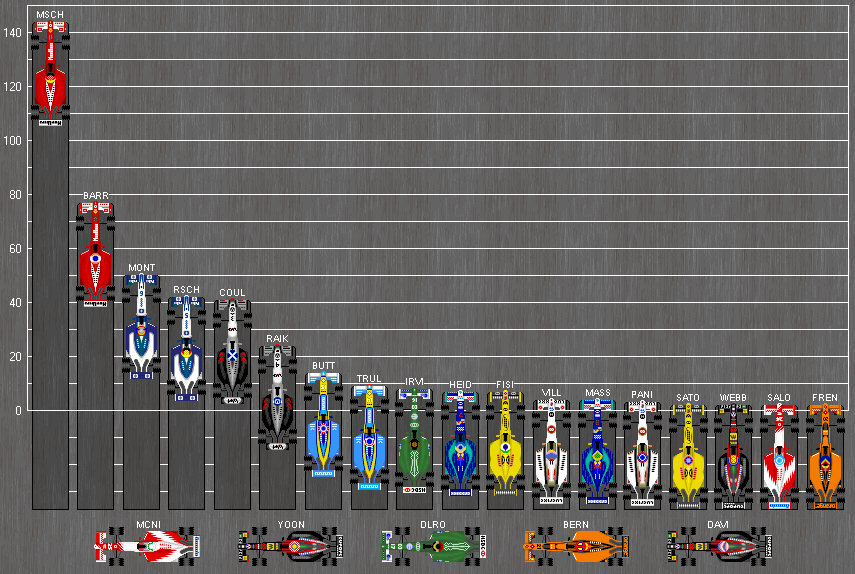
Klasyfikacja kierowców na wykresie

| Legenda oznaczeń w tabelach wyników Wyświetl szablon na nowej stronie | Legenda oznaczeń w tabelach wyników Wyświetl szablon na nowej stronie                                                                     |
| Oznaczenie                                                            | Wyjaśnienie |
| --------------------------------------------------------------------- | --- |
| Złoty                                                                 | Zwycięzca lub mistrzostwo |
| Srebrny                                                               | 2. miejsce lub wicemistrzostwo |
| Brązowy                                                               | 3. miejsce lub II wicemistrzostwo |
| Zielony                                                               | Ukończył, punktował (w klasyfikacji generalnej, gdy zdobył co najmniej jeden punkt na przestrzeni sezonu, poza trzema powyższymi opcjami) |
| Niebieski                                                             | Ukończył, nie punktował (w klasyfikacji generalnej, gdy nie zdobył co najmniej jednego punktu na przestrzeni sezonu)                      |
| Czerwony                                                              | Nie zakwalifikował się (NZ) |
| Czerwony                                                              | Nie prekwalifikował się (NPK) |
| Różowy                                                                | Nie ukończył (NU) |
| Różowy                                                                | Niesklasyfikowany (NS) (w klasyfikacji generalnej, gdy nie został sklasyfikowany w żadnym wyścigu sezonu)                                 |
| Czarny                                                                | Zdyskwalifikowany (DK) |
| Czarny                                                                | Wykluczony (WYK/EX) |
| Biały                                                                 | Nie wystartował (NW) |
| Biały                                                                 | Kontuzjowany (K/INJ) |
| Biały                                                                 | Wyścig odwołany (OD/C) |
| Bez koloru                                                            | Został wycofany (WYC/WD) |
| Bez koloru                                                            | Nie przybył (NP/DNA) |
| Bez koloru                                                            | Nie brał udziału w treningach (NT/DNP) |
| Bez koloru                                                            | Nie został zgłoszony (–) |
| Pogrubienie                                                           | Start z pole position |
| Kursywa                                                               | Najszybsze okrążenie wyścigu |
| †                                                                     | Nie ukończył, ale jego rezultat został zaliczony ze względu na przejechanie więcej niż 90% dystansu wyścigu.                              |
| *                                                                     | Sezon w trakcie |
| 1/2/3                                                                 | Punktowana pozycja w sprincie kwalifikacyjnym                                                                                             |
| Lista systemów punktacji Formuły 1                                    | |

| Poz. | Kierowca              | Konstruktor   | Australia | Malezja | Brazylia | San Marino | Hiszpania | Austria | Monako | Kanada | Unia Europejska | Wielka Brytania |     | Niemcy | Węgry | Belgia | Włochy | Stany Zjednoczone | Japonia | Pkt. |
| ---- | --------------------- | ------------- | --------- | ------- | -------- | ---------- | --------- | ------- | ------ | ------ | --------------- | --------------- | --- | ------ | ----- | ------ | ------ | ----------------- | ------- | ---- |
| 1    | Michael Schumacher    | Ferrari       | 1         | 3       | 1        | 1          | 1         | 1       | 2      | 1      | 2               | 1               | 1   | 1      | 2     | 1      | 2      | 2                 | 1       | 144  |
| 2    | Rubens Barrichello    | Ferrari       | NU        | NU      | NU       | 2          | NW        | 2       | 7      | 3      | 1               | 2               | NW  | 4      | 1     | 2      | 1      | 1                 | 2       | 77   |
| 3    | Juan Pablo Montoya    | Williams      | 2         | 2       | 5        | 4          | 2         | 3       | NU     | NU     | NU              | 3               | 4   | 2      | 11    | 3      | NU     | 4                 | 4       | 50   |
| 4    | Ralf Schumacher       | Williams      | NU        | 1       | 2        | 3          | 11†       | 4       | 3      | 7      | 4               | 8               | 5   | 3      | 3     | 5      | NU     | 16                | 11†     | 42   |
| 5    | David Coulthard       | McLaren       | NU        | NU      | 3        | 6          | 3         | 6       | 1      | 2      | NU              | 10              | 3   | 5      | 5     | 4      | 7      | 3                 | NU      | 41   |
| 6    | Kimi Räikkönen        | McLaren       | 3         | NU      | 12†      | NU         | NU        | NU      | NU     | 4      | 3               | NU              | 2   | NU     | 4     | NU     | NU     | NU                | 3       | 24   |
| 7    | Jenson Button         | Renault       | NU        | 4       | 4        | 5          | 12†       | 7       | NU     | 15†    | 5               | 12†             | 6   | NU     | NU    | NU     | 5      | 8                 | 6       | 14   |
| 8    | Jarno Trulli          | Renault       | NU        | NU      | NU       | 9          | 10†       | NU      | 4      | 6      | 8               | NU              | NU  | NU     | 8     | NU     | 4      | 5                 | NU      | 9    |
| 9    | Eddie Irvine          | Jaguar        | 4         | NU      | 7        | NU         | NU        | NU      | 9      | NU     | NU              | NU              | NU  | NU     | NU    | 6      | 3      | 10                | 9       | 8    |
| 10   | Nick Heidfeld         | Sauber        | NU        | 5       | NU       | 10         | 4         | NU      | 8      | 12     | 7               | 6               | 7   | 6      | 9     | 10     | 10     | 9                 | 7       | 7    |
| 11   | Giancarlo Fisichella  | Jordan        | NU        | 13      | NU       | NU         | NU        | 5       | 5      | 5      | NU              | 7               | INJ | NU     | 6     | NU     | 8      | 7                 | NU      | 7    |
| 12   | Jacques Villeneuve    | BAR           | NU        | 8       | 10†      | 7          | 7         | 10†     | NU     | NU     | 12              | 4               | NU  | NU     | NU    | 8      | 9      | 6                 | NU      | 4    |
| 13   | Felipe Massa          | Sauber        | NU        | 6       | NU       | 8          | 5         | NU      | NU     | 9      | 6               | 9               | NU  | 7      | 7     | NU     | NU     |                   | NU      | 4    |
| 14   | Olivier Panis         | BAR           | NU        | NU      | NU       | NU         | NU        | NU      | NU     | 8      | 9               | 5               | NU  | NU     | 12    | 12†    | 6      | 12                | NU      | 3    |
| 15   | Takuma Satō           | Jordan        | NU        | 9       | 9        | NU         | NU        | NU      | NU     | 10     | 16              | NU              | NU  | 8      | 10    | 11     | 12     | 11                | 5       | 2    |
| 16   | Mark Webber           | Minardi       | 5         | NU      | 11       | 11         | NW        | 12      | 11     | 11     | 15              | NU              | 8   | NU     | 16    | NU     | NU     | NU                | 10      | 2    |
| 17   | Mika Salo             | Toyota        | 6         | 12      | 6        | NU         | 9         | 8       | NU     | NU     | NU              | NU              | NU  | 9      | 15    | 7      | 11     | 14                | 8       | 2    |
| 18   | Heinz-Harald Frentzen | Arrows/Sauber | DK        | 11      | NU       | NU         | 6         | 11      | 6      | 13     | 13              | NU              | NZ  | NU     |       |        |        | 13                |         | 2    |
| 19   | Allan McNish          | Toyota        | NU        | 7       | NU       | NU         | 8         | 9       | NU     | NU     | 14              | NU              | 11† | NU     | 14    | 9      | NU     | 15                | NW      | 0    |
| 20   | Alex Yoong            | Minardi       | 7         | NU      | 13       | NZ         | NW        | NU      | NU     | 14     | NU              | NZ              | 10  | NZ     |       |        | 13     | NU                | NU      | 0    |
| 21   | Pedro de la Rosa      | Jaguar        | 8         | 10      | 8        | NU         | NU        | NU      | 10     | NU     | 11              | 11              | 9   | NU     | 13    | NU     | NU     | NU                | NU      | 0    |
| 22   | Enrique Bernoldi      | Arrows        | DK        | NU      | NU       | NU         | NU        | NU      | 12     | NU     | 10              | NU              | NZ  | NU     |       |        |        |                   |         | 0    |
| —    | Anthony Davidson      | Minardi       |           |         |          |            |           |         |        |        |                 |                 |     |        | NU    | NU     |        |                   |         | 0    |
| Poz. | Kierowca              | Konstruktor   | Australia | Malezja | Brazylia | San Marino | Hiszpania | Austria | Monako | Kanada | Unia Europejska | Wielka Brytania |     | Niemcy | Węgry | Belgia | Włochy | Stany Zjednoczone | Japonia | Pkt. |

#### Konstruktorzy
| Poz. | Konstruktor      | Nr | Australia | Malezja | Brazylia | San Marino | Hiszpania | Austria | Monako | Kanada | Unia Europejska | Wielka Brytania |    | Niemcy | Węgry | Belgia | Włochy | Stany Zjednoczone | Japonia | Pkt. |
| ---- | ---------------- | -- | --------- | ------- | -------- | ---------- | --------- | ------- | ------ | ------ | --------------- | --------------- | -- | ------ | ----- | ------ | ------ | ----------------- | ------- | ---- |
| 1    | Ferrari          | 1  | 1         | 3       | 1        | 1          | 1         | 1       | 2      | 1      | 2               | 1               | 1  | 1      | 2     | 1      | 2      | 2                 | 1       | 221  |
| 1    | Ferrari          | 2  | NU        | NU      | NU       | 2          | NW        | 2       | 7      | 3      | 1               | 2               | NW | 4      | 1     | 2      | 1      | 1                 | 2       | 221  |
| 2    | Williams-BMW     | 5  | NU        | 1       | 2        | 3          | 11        | 4       | 3      | 7      | 4               | 8               | 5  | 3      | 3     | 5      | NU     | 16                | 11      | 92   |
| 2    | Williams-BMW     | 6  | 2         | 2       | 5        | 4          | 2         | 3       | NU     | NU     | NU              | 3               | 4  | 2      | 11    | 3      | NU     | 4                 | 4       | 92   |
| 3    | McLaren-Mercedes | 3  | NU        | NU      | 3        | 6          | 3         | 6       | 1      | 2      | NU              | 10              | 3  | 5      | 5     | 4      | 7      | 3                 | NU      | 65   |
| 3    | McLaren-Mercedes | 4  | 3         | NU      | 12       | NU         | NU        | NU      | NU     | 4      | 3               | NU              | 2  | NU     | 4     | NU     | NU     | NU                | 3       | 65   |
| 4    | Renault          | 14 | NU        | NU      | NU       | 9          | 10        | NU      | 4      | 6      | 8               | NU              | NU | NU     | 8     | NU     | 4      | 5                 | NU      | 23   |
| 4    | Renault          | 15 | NU        | 4       | 4        | 5          | 12        | 7       | NU     | 15     | 5               | 12              | 6  | NU     | NU    | NU     | 5      | 8                 | 6       | 23   |
| 5    | Sauber-Petronas  | 7  | NU        | 5       | NU       | 10         | 4         | NU      | 8      | 12     | 7               | 6               | 7  | 6      | 9     | 10     | 10     | 9                 | 7       | 11   |
| 5    | Sauber-Petronas  | 8  | NU        | 6       | NU       | 8          | 5         | NU      | NU     | 9      | 6               | 9               | NU | 7      | 7     | NU     | NU     | 13                | NU      | 11   |
| 6    | Jordan-Honda     | 9  | NU        | 13      | NU       | NU         | NU        | 5       | 5      | 5      | NU              | 7               | NW | NU     | 6     | NU     | 8      | 7                 | NU      | 9    |
| 6    | Jordan-Honda     | 10 | NU        | 9       | 9        | NU         | NU        | NU      | NU     | 10     | 16              | NU              | NU | 8      | 10    | 11     | 12     | 11                | 5       | 9    |
| 7    | Jaguar-Cosworth  | 16 | 4         | NU      | 7        | NU         | NU        | NU      | 9      | NU     | NU              | NU              | NU | NU     | NU    | 6      | 3      | 10                | 9       | 8    |
| 7    | Jaguar-Cosworth  | 17 | 8         | 10      | 8        | NU         | NU        | NU      | 10     | NU     | 10              | 11              | 9  | NU     | 13    | NU     | NU     | NU                | NU      | 8    |
| 8    | BAR-Honda        | 11 | NU        | 8       | 10       | 7          | 7         | 10      | NU     | NU     | 12              | 4               | NU | NU     | NU    | 8      | 9      | 6                 | NU      | 7    |
| 8    | BAR-Honda        | 12 | NU        | NU      | NU       | NU         | NU        | NU      | NU     | 8      | 9               | 5               | NU | NU     | 12    | 12     | 6      | 12                | NU      | 7    |
| 9    | Minardi-Asiatech | 22 | 7         | NU      | 13       | NZ         | NW        | NU      | NU     | 14     | NU              | NZ              | 10 | NZ     | NU    | NU     | 13     | NU                | NU      | 2    |
| 9    | Minardi-Asiatech | 23 | 5         | NU      | 11       | 11         | NW        | 12      | 11     | 11     | 15              | NU              | 8  | NU     | 16    | NU     | NU     | NU                | 10      | 2    |
| 10   | Toyota           | 24 | 6         | 12      | 6        | NU         | 9         | 8       | NU     | NU     | NU              | NU              | NU | 9      | 15    | 7      | 11     | 14                | 8       | 2    |
| 10   | Toyota           | 25 | NU        | 7       | NU       | NU         | 8         | 9       | NU     | NU     | 14              | NU              | 11 | NU     | 14    | 9      | NU     | 15                | NW      | 2    |
| 11   | Arrows-Cosworth  | 20 | DK        | 11      | NU       | NU         | 6         | 11      | 6      | 13     | 13              | NU              | NZ | NU     |       |        |        |                   |         | 2    |
| 11   | Arrows-Cosworth  | 21 | DK        | NU      | NU       | NU         | NU        | NU      | 12     | NU     | 11              | NU              | NZ | NU     |       |        |        |                   |         | 2    |
| Poz. | Konstruktor      | Nr | Australia | Malezja | Brazylia | San Marino | Hiszpania | Austria | Monako | Kanada | Unia Europejska | Wielka Brytania |    | Niemcy | Węgry | Belgia | Włochy | Stany Zjednoczone | Japonia | Pkt. |